# Détain-et-Bruant
 Détain-et-Bruant   là một xã ở tỉnh Côte-d’Or trong vùng Bourgogne-Franche-Comté, phía đông nước Pháp. Xã Détain-et-Bruant nằm ở khu vực có độ cao trung bình 617 mét trên mực nước biển.